# Кавакли (дем Доксат)
Кавакли (на гръцки: Αίγειρος, Егирос, до 1927 година Καβακλή, Кавакли) е село в Гърция, част от дем Доксат на област Източна Македония и Тракия.

## География
Селото се намира на 340 m надморска височина, на 20 километра източно от град Драма.

## История

### В Османската империя
В началото на XX век Кавакли е турско село в Драмска каза на Османската империя. Според Васил Кънчов („Македония. Етнография и статистика“) в 1900 година Кавакли има 280 жители турци.

### В Гърция
След Междусъюзническата война в 1913 година селото попада в Гърция. Според гръцката статистика, през 1913 година в Кавакли (Καβακλή) живеят 414 души.
След Лозанския договор от 1923 година, турското население на Кавакли се изселва в Турция и на негово място са настанени гърци бежанци от Турция. В 1928 година Кавакли е чисто бежанско село с 53 бежански семейства и 205 души бежанци. В 1927 година е прекръстено на Егирос.
| Година    | 1913 | 1920 | 1928 | 1940 | 1951 | 1961 | 1971 | 1981 | 1991 | 2001 | 2011 | 2021 |
| --------- | ---- | ---- | ---- | ---- | ---- | ---- | ---- | ---- | ---- | ---- | ---- | ---- |
| Население | 414  | 409  | 257  | 334  | 149  | 190  | 56   | 14   | 7    | 0    | 0    | 3    |